# منتخب أوغندا لاتحاد الرغبي للسيدات
منتخب أوغندا لاتحاد الرغبي للسيدات (بالإنجليزية: Uganda women's national rugby union team)‏ هو ممثل أوغندا الرسمي في المنافسات الدولية في اتحاد الرغبي .